# Mezinárodní konference
Mezinárodní konference je setkání zástupců států, svolaných za účelem projednání a vyřešení určité otázky společného zájmu. Lze je proto rozlišovat na konference politické, hospodářské, diplomatické nebo mírové. Každá mezinárodní konference je pojmenována podle místa, kde se koná, někdy je připojen i předmět jednání (např. Vídeňská konference o smluvním právu), do konce 19. století se ovšem používal spíše název kongres (např. Vídeňský kongres). V moderní době se pro setkání nejvyšších státních představitelů používá název summit.

## Svolání mezinárodní konference
Konferenci svolává většinou ten stát, který hodlá na mezinárodním poli vyřešit určitý problém, jež se týká více států. Samotnému svolání proto předchází diplomatické jednání o vhodnosti konference, jejím předmětu, době a místu konání. Každý stát, který se konference účastní, vysílá svou delegaci. Delegáti jsou zplnomocněni svým státem vést jednání, je-li jich více, stojí v jejich čele vedoucí delegace, který definitivně rozhoduje o stanovisku státu. Kdyby se mezinárodní konference účastnila hlava státu, vláda nebo ministr zahraničních věcí, nemusí svou plnou moc dokládat, neboť jejich oprávnění jednat jménem státu se předem předpokládá. Jestliže určitý stát nemá na výsledku jednání vážný zájem, může vyslat pouze pozorovatele, kteří se sice účastní jednání, nemohou ale samostatně vystupovat, navrhovat usnesení a hlasovat.

## Jednání na mezinárodní konferenci
Neexistují obecná pravidla pro svolávání a jednání mezinárodních konferencí. Účastníci každé z nich si proto hned na počátku schvalují procedurální předpisy pro jednání (jednací řád). Pravidelně se nicméně vytváří předsednictvo konference, tvořené jejím předsedou (na velkých konferencích pouze řídí zasedání a jménem jeho státu jedná někdo jiný) a místopředsedy, hlavní jednání se vede na plenárním shromáždění, konkrétní problémy se diskutují v jednotlivých výborech. Mohou se vytvářet i pomocné výbory, jako je řídící výbor, který koordinuje průběh celé konference, verifikační výbor, který ověřuje plné moci delegátů, nebo redakční výbor, který má na starosti konečnou podobu usnesení. Pod vedením předsednictva funguje i sekretariát, starající se o technické zázemí konference. Plenární shromáždění rozhoduje i o jednacím jazyku, na největších konferencích se jednání vedou v angličtině, arabštině, čínštině, francouzštině a španělštině.
Hlasování na konferenci probíhá v souladu se zásadou svrchované rovnosti států, každý z nich má tedy jeden hlas a všechny hlasy mají stejnou váhu. Vzhledem k této zásadě se i pro přijetí jakéhokoliv rozhodnutí dříve požadovala jednomyslnost, to se však v průběhu času ukázalo být překážkou a proto se dnes takto rozhoduje jen o nejdůležitějších politických otázkách. Pro ostatní věci se v jednacím řádu každé konference stanoví určitá kvalifikovaná většina, kterou je třeba dosáhnout, nejčastěji jsou požadovány dvě třetiny pro přijetí meritorních usnesení, k rozhodnutí procedurálních otázek stačí prostá většina. Jednací řád také stanoví potřebné kvórum pro jednání a to, zda se bude hlasovat veřejně nebo tajně (prakticky jen při volbě funkcionářů konference). O průběhu jednání se vedou protokoly, z plenárního zasedání doslovné, ze zasedání výborů většinou jen stručné zápisy. Kromě přijatých nezávazných usnesení, rezolucí, výzev se někdy sjednávají i závazné mezinárodní smlouvy. Mezinárodní konference pak končí podepsáním závěrečného aktu, který shrnuje její průběh a dosažené výsledky.